# Grzegorz Kowal (dyplomata)
Grzegorz Kowal – polski urzędnik służby cywilnej i dyplomata, ambasador RP w Nowej Zelandii (2020–2024).

## Życiorys
Grzegorz Kowal jest absolwentem Instytutu Stosunków Międzynarodowych Uniwersytetu Warszawskiego (2001) oraz Krajowej Szkoły Administracji Publicznej (2008). Na Wydziale Dziennikarstwa i Nauk Politycznych UW ukończył także studia doktoranckie w zakresie nauki o polityce (2009).
Od 2008 urzędnik mianowany służby cywilnej. Zawodowo związany z Ministerstwem Spraw Zagranicznych, gdzie rozpoczął pracę jako specjalista odpowiedzialny za kwestie regionalne i horyzontalne w Departamencie Azji i Pacyfiku. Następnie awansował na stanowisko kierownika Referatu ds. Stosunków Wielostronnych i Spraw Ogólnych. W latach 2011–2015, w stopniu I sekretarza, odpowiadał za współpracę polityczną między Polską a Republiką Korei w Ambasadzie RP w Seulu. Przez pewien moment zajmował się także sprawami konsularnymi. Po powrocie pracował w Biurze Kontroli i Audytu MSZ, w tym jako jego zastępca. Zdał egzamin CGAP (Certified Government Auditing Profesional) i uzyskał międzynarodowe uprawnienia audytorskie Instytutu Audytorów Wewnętrznych. W 2019 został powołany na stanowisko dyrektora Departamentu Azji i Pacyfiku. W sierpniu 2020 został mianowany Ambasadorem Nadzwyczajnym i Pełnomocnym RP w Nowej Zelandii, dodatkowo akredytowanym w Kiribati, Samoa, Tonga i Tuvalu. Placówkę objął 17 października 2020. Listy uwierzytelniające na ręce Gubernator Generalnej Patsy Reddy złożył 5 listopada 2020. Urzędowanie zakończył w lipcu 2024 (formalnie odwołany w kwietniu 2025).